# Muhammed Balcılar
Muhammed Emin Balcılar (* 15. April 1996 in Rize) ist ein türkischer Fußballspieler.

## Karriere
Balcılar begann mit dem Vereinsfußball in der Jugend von Çaykur Rizespor.
In der Rückrunde der Saison 2014/15 wurde er erst am Training der Profimannschaft beteiligt und gab schließlich am 5. Februar 2015 in der Pokalbegegnung gegen Beşiktaş Istanbul sein Profidebüt. Ewa eine Woche zuvor hatte er von seinem Klub auch einen Profivertrag erhalten. Am 30. Mai 2015 wurde er in der Erstligapartie gegen Galatasaray Istanbul eingesetzt und debütierte damit auch in der Liga.	